# Elecciones al Parlamento Europeo de 1989 (Bélgica)
En las elecciones al Parlamento Europeo de 1989 en Bélgica, celebradas en junio, se escogió a los 24 representantes de dicho país para la tercera legislatura del Parlamento Europeo.

## Resultados
| Datos de participación | Datos de participación | Datos de participación |
| ---------------------- | ---------------------- | ---------------------- |
| Censo electoral        | 7.096.273              | 100%                   |
| Votantes               | 6.438.738              | 90,7                   |
| Abstención             | 657.535                | 9,3                    |
| A candidatura          | 5.899.300              |                        |

| ← Elecciones al Parlamento Europeo de 1989 →         |           |       |         |
| Partido                                              | Votos     | %     | Escaños |
| Partido Popular Cristiano (CVP)                      | 1.247.075 | 21,14 | 5       |
| Partido Socialista (francófono) (PS)                 | 854.207   | 14,48 | 5       |
| Partido Socialista (neerlandófono) (SP)              | 733.242   | 12,43 | 3       |
| Partido Flamenco por la Libertad y el Progreso (PVV) | 625.561   | 10,60 | 2       |
| Partido Social Cristiano (PSC)                       | 476.795   | 8,08  | 2       |
| Anders Gaan Leven (AGALEV)                           | 446.539   | 7,57  | 1       |
| Partido Reformista Liberal (PRL)                     | 423.479   | 7,18  | 2       |
| Ecologistas Confederados (ECOLO)                     | 371.053   | 6,29  | 2       |
| Unión Popular (VU)                                   | 318.153   | 5,39  | 1       |
| Vlaams Blok (VB)                                     | 241.117   | 4,09  | 1       |
| Frente Democrático de los Francófonos (FDF)          | 85.867    | 1,46  | 0       |
| Partido del Trabajo de Bélgica (PTB-PVDA)            | 29.778    | 0,50  | 0       |
| REGEBO (REGEBO)                                      | 26.472    | 0,45  | 0       |
| Partido Obrero Socialista (POS)                      | 10.117    | 0,17  | 0       |
| LETD (LETD)                                          | 5.503     | 0,09  | 0       |
| Partido Humanista (PH-HP)                            | 4.342     | 0,07  | 0       |